# Le gemelle silenziose
Le gemelle silenziose (The Silent Twins) è un film del 2022 diretto da Agnieszka Smoczyńska e sceneggiato da Andrea Seigel a partire dal libro di Marjorie Wallace Le gemelle che non parlavano (1986), basato sulla storia vera delle gemelle June e Jennifer Gibbons.

## Trama
June e Jennifer Gibbons, due gemelle figlie di immigrati barbadiani in un piccolo villaggio gallese negli anni settanta, crescono parlando solo tra di loro. Dopo un vandalismo commesso per emulazione, finiscono internate in un ospedale psichiatrico, dove vengono separate.

## Produzione
Le riprese si sono svolte in Polonia.

## Distribuzione
Il film è stato presentato in anteprima il 24 maggio 2022 nella sezione Un Certain Regard del 75º Festival di Cannes. È stato distribuito nelle sale cinematografiche statunitensi da Focus Features a partire dal 16 dicembre 2022 e in quelle britanniche da Universal Pictures a partire dal 9 dicembre 2022.